# NGC 3298
NGC 3298 (również PGC 31529) – galaktyka eliptyczna (E-S0), znajdująca się w gwiazdozbiorze Wielkiej Niedźwiedzicy. Odkrył ją William Herschel 12 kwietnia 1789 roku. Jest to najjaśniejsza galaktyka klastra.